# 杨凤田
杨凤田（1941年6月14日—），辽宁义县人，飞机总体设计专家，中国工程院院士。

## 履历[1]
- 2007年，当选中国工程院院士。